# Екатеринославская суконная фабрика
Екатеринославская суконная фабрика — одно из старейших зданий и достопримечательность Днепра. Памятник архитектуры национального значения.

## История
Закладка и постройка фабрики произошли в начале 90-х годов XVIII века, под началом генерал-фельдмаршала, князя Г. А. Потемкина.
Строительство было закончено в короткий срок. Главный корпус был построен в стиле, характерном для России конца XVIII века — классическом.
Центральную его часть украшает десятиколонный грекодорический портик, объединяющий оба этажа; примыкающие к нему боковые крылья несколько ниже по высоте и отделаны традиционным для стиля рустом.
Автор, который сделал проект фабрики, окончательно не установлен.
По некоторым данным, оно принадлежит архитектору Ф. И. Волкову, но есть и другое мнение, что автор — В. П. Стасов, который был в те годы главным архитектором Екатеринослава.
Когда дали указ об открытии фабрики, Григория Потёмкина уже не было в живых, и новая мануфактура перешла в казну.
Множество ткачей из крепостных стали «государственными».
Для работы на мануфактуре крепостных присылали из Подмосковья, Белоруссии и из Литвы — дальнего имения князя.
Литовцев поселили отдельно в селе на речке Мокрая Сура, которое стало называться Сурско-Литовским. Здесь для переселенцев открыли подсобную фабричку по очистке шерсти.
Екатеринославская суконная и шёлково-чулочная мануфактура считалась крупной по тому времени: на ней работало две с половиной тысячи рабочих.
Ткали тончайшее добротное сукно разнообразных оттенков: голубого, зелёного, алого цветов.
Недаром один из директоров фабрики самодовольно отмечал: «Сам государь-император имеет несколько мундиров из сукон, здесь выработанных».
В те годы Екатеринослав заканчивался на границе улицы Садовой, в советское время Серова, а ныне улицы Андрея Фабра. Фабрика, таким образом, находилась на отшибе. Крепостных рабочих нужно было где-то размещать.
Поэтому выросла в районе нынешней площади Островского прибрежная слободка, состоящая из бараков и мазанок. В центре её была построена церковь Покрова Богородицы, просуществовавшая до 20-х годов XX века.
Церковь славилась своими певчими, послушать которых приходили и из Екатеринослава.
Фабричный городок был большим по меркам того времени. Рядом с главным корпусом был выстроен ряд деревянных добротных построек для складов сырья и готовой продукции, бараки для рабочих, церковь. Город же в основном состоял из деревянных оштукатуренных и саманных домиков.
Несмотря на славу, в 1837 году фабрика была закрыта — она оказалась убыточной из-за громоздкого административного аппарата и малопроизводительного труда крепостных, не могла конкурировать с частными предприятиями страны. После упразднения фабрики её здания долгое время были заброшены, и лишь часть их использовалась под склады.
В 1880 году, когда началось строительство казённой железной дороги, заброшенные здания бывшей суконной фабрики приспособили для размещения управления Екатеринославской железной дороги и провиантских складов.
К этому времени город подступил вплотную к старым постройкам, и улица, образовавшаяся вдоль фабричного городка, стала называться Провиантской (ныне Пастера), а Екатерининский проспект протянулся от Соборной площади до строящегося вокзала.
Бывший окраинный фабричный посёлок оказался на центральной городской магистрали, а главный корпус вписался в проспект. Когда Управление железной дороги переехало в новое здание, на фабричной территории разместился Первый хлебозавод.